# Kosovská policie

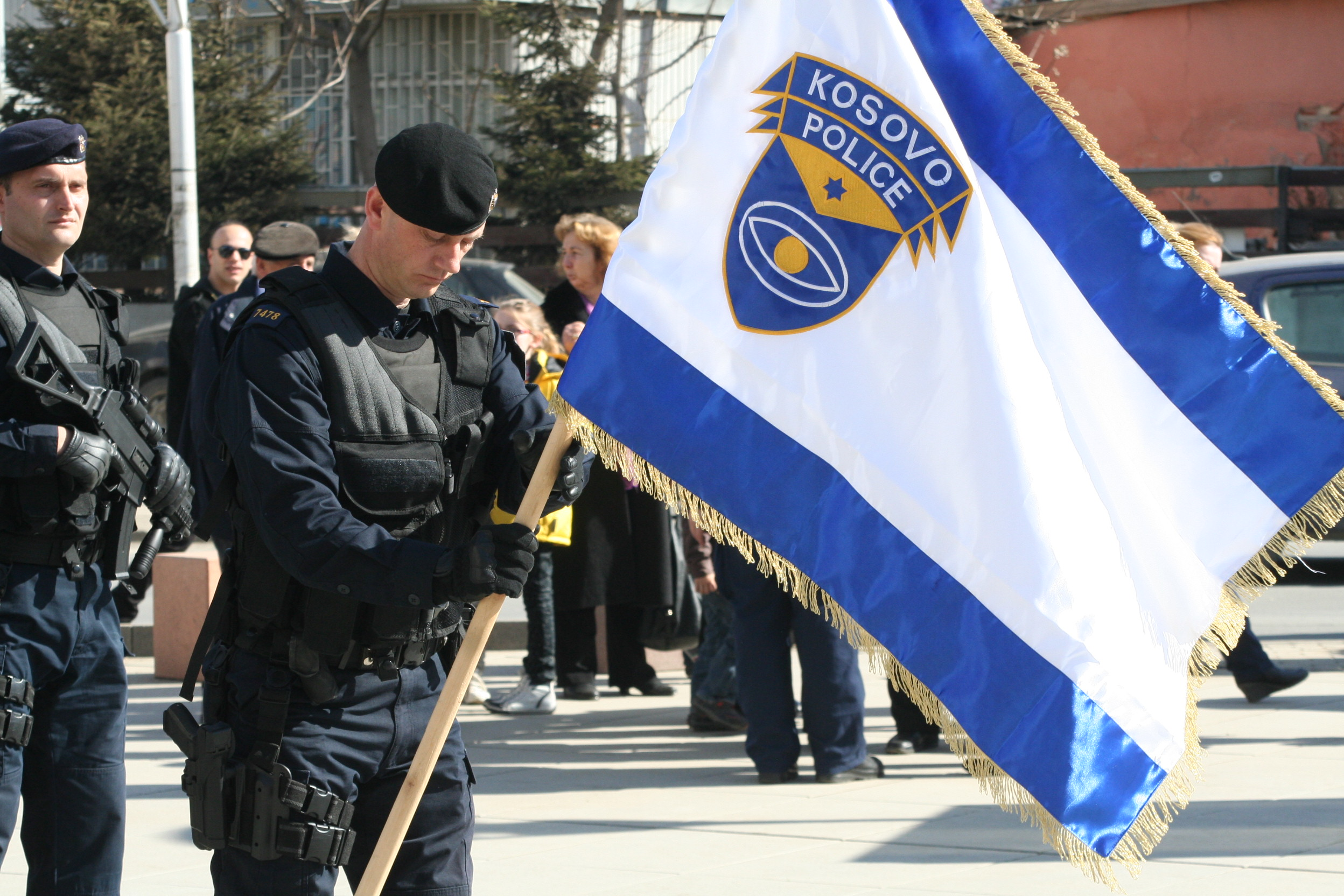
Kosovští policisté s vlastní vlajkou.

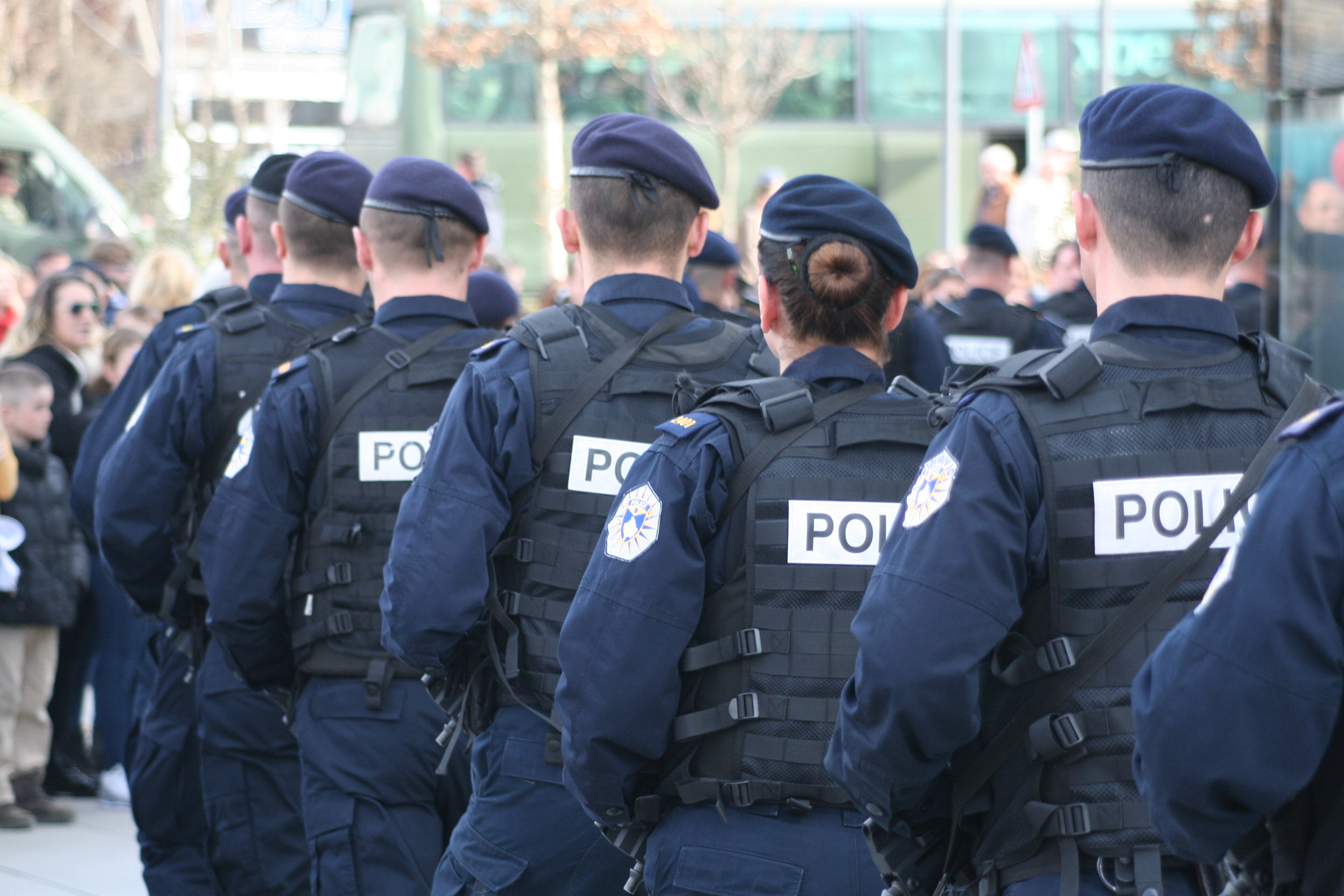
Příslušníci kosovské policie.

Kosovská policie (albánsky Policia e Kosovës, srbsky Косовска полиција/Kosovska policija) je provozována kosovským ministerstvem vnitra. Zajišťuje pořádek na území Kosova. 

## Historie
V roce 1999 nahradila státní správu Svazové republiky Jugoslávie správa UNMIK (Organizace spojených národů). V rámci ní byl postupně vytvářen policejní kontingent pod názvem UNMIK Police. Podle rezoluce 1244 OSN se mělo jednat o nový policejní sbor, nezatížený předchozím konfliktem, který by dokázal zajistit dodržování zákona a pořádku na území Kosova. Prvním ředitelem organizace se stal Sven Frederiksen. Posléze začal být používán politicky a jazykově neutrální název Kosovo Police Service. Ve Vučitrnu byla zřízena policejní škola, jejíž rozvoj financovala Organizace pro bezpečnost a spolupráci v Evropě. 
V roce 2004 měla k dispozici 7000 lidí, roku 2010 se tento počet zvýšil na 9000. 85 % policistů tvoří Albánci, 15 % Srbové a příslušníci ostatních národností, které žijí v Kosovu.
V roce 2008 byla policie převedena pod státní správu jednostranně vyhlášené Republiky Kosovo. V následujících letech kosovská policie postupně přebírala náročné úkoly ochrany míst s albánským/srbským obyvatelstvem, které se mohly stát terčem útočníků. Policie také zajistila ochranu některých pravoslavných klášterů, které byly opakovaně ničeny (např. v letech 1999 a 2004). I přesto se nově vzniklé organizaci nepodařilo získat důvěru ze strany místních Srbů, nebo ze strany Srbska. V roce 2012 například dva kosovští policisté překročili spornou hranici mezi Kosovem a centrálním Srbskem a následně byli zatčeni srbskou policií; jejich propuštění bylo předmětem vyjednávání na vládní úrovni.

## Rozdělení
Kosovská policie má několik regionálních ředitelství, která se nacházejí v Prištině, Kosovské Mitrovici/sever, Kosovské Mitrovici/jih, Gnjilanu, Uroševaci, Prizrenu, Peći a Đakovici. Pod kosovskou policii spadá i pohraniční policie, která hlídkuje na hraničních přechodech se sousedními zeměmi.